# Hans-Joachim Riecke

Hans-Joachim Riecke

Hans-Joachim Ernst Riecke (* 20. Juni 1899 in Dresden; † 11. August 1986 in Hamburg) war ein deutscher Diplom-Landwirt, NSDAP-Abgeordneter im nationalsozialistischen Reichstag, 1933 Reichskommissar von Schaumburg-Lippe und von 1933 bis 1936 Staatsminister Lippes.
Ab 1934 arbeitete Riecke in verschiedenen Ämtern im Bereich Landwirtschafts- und Ernährungspolitik, unter anderem im Reichsbauernrat (ehrenamtlich). Im Reichsministerium für Ernährung und Landwirtschaft war er ab 1936 zunächst als Ministerialdirektor tätig und übernahm Mitte 1942 kommissarisch die Geschäfte als Staatssekretär, ehe er zwei Jahre später unter Herbert Backe offiziell zum Staatssekretär ernannt wurde. Seit 1941 fungierte er zeitgleich und in Personalunion im Reichsministerium für die besetzten Ostgebiete (RMfdBO) und im Vierjahresplan als Abteilungsleiter. Sein höchster Dienstgrad innerhalb der SS war SS-Gruppenführer.
Nach dem Krieg arbeitete er in der Privatindustrie für Alfred Toepfer in Hamburg im Getreidehandel, zuerst in leitender Funktion in dessen Firma ACT, dann in den 1960er Jahren in den höchsten Funktionen der Toepfer-Stiftungen. Für seine Beteiligung am massenhaften Sterben der sowjetischen Kriegsgefangenen und der Zivilbevölkerung in den besetzten Ostgebieten wurde er nach dem Krieg nicht zur Rechenschaft gezogen.

## Leben

### Herkunft
Hans-Joachim Ernst Rieckes Vorfahren väterlicherseits waren Landwirte. Sein Vater war Hauptmann und Kompaniechef Friedrich Hermann Riecke, später Kommandeur des Landwehrbezirks Schneeberg (Erzgebirge) und Oberstleutnant. Er besuchte Gymnasien in Berlin, Schneeberg und Leipzig. Er nahm von 1914 bis 1918 am Ersten Weltkrieg teil und wurde viermal verwundet; er erhielt das Eiserne Kreuz I. und II. Klasse. 1917 wurde er zum Leutnant ernannt. Er wurde am 10. Mai 1918 für seine Verdienste als Führer der 2. Kompanie des Reserve-Infanterie-Regiment Nr. 104 mit dem Ritterkreuz des Militär-St.-Heinrichs-Ordens ausgezeichnet.
Nach Kriegsende war er Mitglied in einem Freikorps und dann bis 1920 im Grenzschutz Ost. Von 1922 bis 1925 studierte Riecke Landwirtschaft an der Universität Leipzig, das Studium schloss er als Diplomlandwirt ab. Zum 15. Juni 1925 trat Riecke in die NSDAP ein (Mitgliedsnummer 16.308). Von 1925 bis 1933 arbeitete Riecke in der Landwirtschaftskammer von Münster/Westfalen, zuletzt als Landwirtschaftsrat und Abteilungsleiter.

### Im NS-Staat
Im März 1933 wurde Riecke in den Preußischen Landtag gewählt. Am 1. April 1933 wurde er zum Reichskommissar für Schaumburg-Lippe ernannt, ab 22. Mai 1933 war er Staatsminister in Lippe mit Sitz in Detmold und war dem Gauleiter Alfred Meyer unterstellt.
In dieser Zeit war Riecke unter vielem anderem „in vielen Dingen federführend“, die den inhaftierten „jüdischen“ Redakteur des sozialdemokratischen Detmolder Volksblatts und bekannten NS-Gegner Felix Fechenbach betrafen. Am 18. Juli ließ er sich Felix Fechenbach zum Verhör bringen und „beschimpfte“ ihn. Bereits am 12. Juli hatte Riecke die bayerische Landespolizei ersucht, Fechenbach in das der politischen Polizei Bayerns unter der Führung Heinrich Himmlers unterstehende KZ Dachau verlegen zu dürfen. Bei dem Transport nach Bayern durch eine kleine Gruppe von SA- und SS-Leuten aus Detmold wurde Fechenbach am 7. August 1933 von diesen ermordet. Die Täter behaupteten, er sei „auf der Flucht erschossen“ worden. Bei dem in der Nachkriegszeit geführten Prozess gegen die Mörder konnte Riecke keine Tatbeteiligung nachgewiesen werden. Unverständlich blieb aber, warum Riecke den an der Tat beteiligten SS-Mann Paul Wiese nur drei Monate nach dem Mord im Oktober 1933 in einem angeblichen Akt persönlicher Fürsorge als seinen persönlichen Fahrer einstellte.
Riecke wurde von der NSDAP-Führung zum Mitglied des Reichstages von der 9. Wahlperiode (1933) bis zur 11. Wahlperiode (1938) bestimmt. 1936 wurde Riecke Ministerialdirektor im Reichsministerium für Ernährung und Landwirtschaft, wo er 1943 zum Staatssekretär befördert wurde.
Riecke nahm als Bataillonskommandeur am Westfeldzug teil. Ab 1941 war er im Vierjahresplan und im Reichsministerium für die besetzten Ostgebiete (RMfdbO) tätig. Im Programm des Vierjahresplans arbeitete er als Chef der Hauptgruppe Ernährung und Landwirtschaft im Wirtschaftsstab Ost, die in ihren wirtschaftspolitischen Richtlinien vom 23. Mai 1941 einen Hungerplan zur ernährungswirtschaftlichen Ausbeutung der zu besetzenden Ostgebiete vertrat:

„Viele 10 Millionen Menschen werden in diesen Gebieten überflüssig und werden sterben oder nach Sibirien auswandern müssen. Versuche, die Bevölkerung dort vor dem Hungertode dadurch zu retten, dass man aus der Schwarzerdezone Überschüsse heranzieht, können nur auf Kosten der Versorgung Europas gehen.“

Nach Walther Darré, Herbert Backe und Werner Willikens galt Riecke als mächtigster Mann im Ernährungsministerium und war neben Backe Hauptverantwortlicher für den Hungertod von Millionen Menschen in den besetzten sowjetischen Gebieten. Seinen Lebenserinnerungen zufolge löste er die Initiative zur Ablösung Darrés durch Backe als Reichsminister mit einer Beschwerde bei Göring über den Führungsstil Darrés aus. In diesem Ministerium führte Riecke, der 1936 als Ministerialdirektor eingestellt wurde, nach der Entmachtung Darré schon ab Juni 1942 kommissarisch die Geschäfte des Staatssekretärs aus, wurde aber erst im Juli 1944 förmlich zum Staatssekretär ernannt. Vorher war der Versuch Backes seinen Riecke zum Staatssekretär zu machen am Einspruch der Reichskanzlei gescheitert.
Die nationalsozialistische Wochenzeitung Das Reich hob am 11. November 1944 hervor, dass ihm „der Krieg die Aufgabe der ernährungswirtschaftlichen Erschließung der Ostgebiete hinzufügte“. Im gleichen Jahr schlug der Wirtschaftsstab Ost vor, Riecke das „Ritterkreuz mit Schwertern“ zu verleihen, da durch die von seinem Apparat aus den besetzten Gebieten der UdSSR beschafften Nahrungsmittel „die Versorgungslage des deutschen Volkes auf der bisherigen Höhe gehalten werden konnte.“
In dem vom NS-Chefideologen Alfred Rosenberg geleiteten RMfdbO war Riecke als Abteilungsleiter in der Hauptabteilung III (Wirtschaft) für die Abteilung III.E. Ernährung und Landwirtschaft verantwortlich. Dabei kam es zum Konflikt mit Rosenberg, weil Riecke mit der „Rückendeckung Görings und der Wehrmacht“ die Landwirtschaft im russischen Besatzungsgebiet unter seine Kontrolle brachte und seine „mehr als zehntausend Landwirtschaftsführer“, welche die Betriebe und Kolchosen übernommen hatten, sich schon als „künftige Gutsbesitzer“ fühlten und „zum Leidwesen Rosenbergs, allen Bestrebungen zur Auflösung der Kolchosen […] hartnäckigen Widerstand leisteten“. Im Oktober 1944 wurde Riecke zum SS-Gruppenführer befördert (SS-Nummer 499.307), nachdem er schon 1942 zum SA-Gruppenführer aufgestiegen war.

### Nachkriegszeit und Bundesrepublik
Im Mai 1945 war er Staatssekretär der geschäftsführenden Regierung Karl Dönitz in Flensburg. Er wurde von dort in das alliierte Kriegsgefangenenlager Nr. 32 (Camp Ashcan) im luxemburgischen Bad Mondorf verbracht und dort zusammen mit anderen Größen von NSDAP und Reichswehr zwei Jahre interniert. Im Nürnberger Hauptkriegsverbrecherprozess sagte er im April 1946 in der Verhandlung gegen Rosenberg als Zeuge der Verteidigung zugunsten des Angeklagten aus. Laut Rieckes Aussage „wünschte Rosenberg persönlich, die Ostvölker für eine Zusammenarbeit zu gewinnen“, dessen gut gemeinte Maßnahmen seien aber „von Bormann und Himmler“ im Verbund mit dem Reichskommissar Erich Koch „sabotiert“ worden. Riecke wurde „von deutscher Seite im Entnazifizierungsverfahren als ‚belastet‘“ eingestuft. 1953 trug er zu der Publikation Bilanz des zweiten Weltkrieges mit einem Beitrag zur Ernährungslage bei.
Ab 1950 arbeitete er für Alfred Toepfer in Hamburg im Getreidehandel, zuerst in leitender Funktion in der Firma ACT, dann in den 1960er Jahren in den höchsten Funktionen der Toepfer-Stiftungen. Riecke war Geschäftsführer der „Stiftung Freiherr vom Stein“, heute Teil der Alfred Toepfer Stiftung F.V.S., und vergab in dieser Funktion 1964 den mit 25.000 DM dotierten Freiherr-vom-Stein-Preis an die Bundeswehrgeneräle Wolf Graf von Baudissin, Johann Adolf Graf von Kielmansegg und 
Ulrich de Maiziere. Rieckes als Privatdruck erschienene Erinnerungen (1914–1951) sind den Historikern Götz Aly und Susanne Heim zufolge eine „monströse Sammlung von Rechtfertigungen“.

## Schriften
- Hans-Joachim Riecke: Rationelle Grünlandwirtschaft: Ein Leitfaden für den praktizierenden Landwirt. Auf Grund der neueren unter westfälischen Verhältnissen gesammelten Erfahrungen. Landwirtschaftskammer für die Provinz Westfalen, Münster 1930.
- Hans-Joachim Riecke, Hanskarl von Manteuffel: Der ländliche Grundstücksverkehr, insbesondere die Grundstücksverkehrsbekanntmachung vom 26. Jan. 1937. Mit einem Geleitwort von R. Walther Darré. Reichsnährstand Verlags-G.m.b.H., Berlin 1937.
- Hans-Joachim Riecke: Ernährung und Landwirtschaft im Kriege. In: Werner Picht:  Bilanz des zweiten Weltkrieges. Erkenntnisse und Verpflichtungen für die Zukunft. Stalling, Oldenburg/Hamburg 1953, S. 329–346.